# Unterricht heute
Unterricht heute war eine pädagogische Zeitschrift, die sich an Grund-, Haupt- und Berufsschullehrkräfte richtete. Die Zeitschrift erschien in den Jahren 1969 bis 1972 monatlich im Klett-Verlag und löste die Reihe „Unsere Volksschule“ ab. 1973 wurde das Erscheinen eingestellt.
In der Zeitschriftenreihe wurden sowohl fächerübergreifende pädagogische und didaktische Themen diskutiert als auch schularten- oder fachspezifische Unterrichtvorschläge (Mathematik, Deutsch, Sachkunde, Musik, Religion, Sexualkunde, Kunst/Werken) vorgestellt.